# Gijs Weterings
Gijsbert Willem (Gijs) Weterings (Laqunillas (Venezuela), 24 juli 1965) speelde 126 interlands (60 doelpunten) voor de Nederlandse hockeyploeg. De makkelijk scorende aanvaller kwam jarenlang in de hoofdklasse uit voor HGC, de club uit Wassenaar met wie hij in 1990 landskampioen werd.
Weterings maakte zijn debuut voor het Nederlands elftal op 20 oktober 1985 tijdens een vierlandentoernooi in Londen: Nederland-Sovjet-Unie (3-0), en luisterde zijn entree op met twee doelpunten. Hij nam deel aan één Olympische Spelen: Barcelona 1992. Daar ook speelde hij ook zijn laatste interland: de verloren troostfinale tegen Pakistan (3-4) op vrijdag 8 augustus. Hij was met negen treffers topscorer van het toernooi om de Champions Trophy in 1990.

## Internationale erelijst
| Jaar | Toernooi               | Plaats    | Land             | Resultaat     |
| ---- | ---------------------- | --------- | ---------------- | ------------- |
| 1985 | Champions Trophy       | Perth     | Australië        | Vijfde plaats |
| 1986 | Champions Trophy       | Karachi   | Pakistan         | Zesde plaats  |
| 1989 | Champions Trophy       | Berlijn   | West-Duitsland   | Tweede plaats |
|      | Intercontinental Cup   | Madison   | Verenigde Staten | Eerste plaats |
| 1990 | Wereldkampioenschap    | Lahore    | Pakistan         | Eerste plaats |
|      | Champions Trophy       | Melbourne | Australië        | Tweede plaats |
| 1991 | Europees kampioenschap | Parijs    | Frankrijk        | Tweede plaats |
|      | Champions Trophy       | Berlijn   | Duitsland        | Derde plaats  |
| 1992 | Champions Trophy       | Karachi   | Pakistan         | Vierde plaats |
|      | Olympische Spelen      | Barcelona | Spanje           | Vierde plaats |

Floris Jan Bovelander · 
Jacques Brinkman · 
Marc Delissen · 
Cees Jan Diepeveen · 
Pieter van Ede · 
Maarten van Grimbergen · 
Taco van den Honert · 
Leo Klein Gebbink · 
Hendrik Jan Kooijman · 
Harrie Kwinten · 
Frank Leistra · 
Bart Looije · 
Wouter van Pelt · 
Bastiaan Poortenaar · 
Stephan Veen · 
Gijs Weterings ·
Coach: Hans Jorritsma